# Décret tertiaire
Le décret tertiaire, aussi appelé décret de rénovation tertiaire, détaille les modalités d'application de l'article 175 paru dans la Loi ÉLAN pour les bâtiments à usage tertiaire (construction dont une partie ou la totalité est réservée à l'exercice d'activités tertiaires). 
Cet article concerne l'obligation d'améliorer la performance énergétique des parcs tertiaires afin d'atteindre une réduction de 60 % des consommations énergétiques d'ici 2050, en comparaison avec une année de référence (comprise entre 2010 et 2022) ou bien atteindre un seuil en valeur absolue, déterminé pour chaque catégorie d’activité à partir des valeurs qui seront indiquées dans les arrêtés modificatif. Afin de réussir à atteindre cet objectif, des objectifs intermédiaires par décrets ont été fixés. Le premier décret d'application valable pour la période 2012 - 2020 est paru le 9 mai 2017 au Journal Officiel pour finalement se voir suspendu à peine 2 mois plus tard. Un second décret, du 23 juillet 2019 relatif aux obligations d'actions de réduction de la consommation d'énergie finale dans des bâtiments à usage tertiaire, est ensuite entré en vigueur.

## Obligations instaurées par le décret tertiaire
Le décret tertiaire s'inscrit dans l'objectif d'efficacité et de sobriété énergétiques dans l'immobilier. Ainsi, le décret de rénovation tertiaire prévoyait une réduction des consommations de 25 % pour les bâtiments tertiaires avant 2020 et de 40 % à horizon 2030.
Bien que le décret ait été suspendu une première fois avant son entrée en vigueur via un nouveau décret en 2019, la Loi de Transition Energétique reste valable et prévoit toujours une réduction ambitieuse des consommations énergétiques à hauteur de 60 % d'ici 2050. Ainsi, un nouveau texte proposant des objectifs intermédiaires d'ici 2030 devrait être proposé sous peu.

### La Loi de Transition Énergétique en faveur de la croissance verte
La Loi de Transition Énergétique a été publiée le 18 août 2015 au Journal Officiel. Son objectif principal est de permettre à la France de lutter plus efficacement contre la dégradation de l'environnement ainsi que le dérèglement climatique. De plus, elle prévoit de renforcer l'indépendance énergétique de la France tout en offrant aux citoyens et aux entreprises l'accès à l'énergie à un coût plus que compétitif.

### L'importance d'anticiper l'objectif fixé par la Loi de Transition énergétique
Afin de réussir à atteindre l'objectif fixé par la Loi de Transition énergétique, il apparaît comme indispensable de commencer à mettre en œuvre une stratégie efficace de réduction des consommations énergétiques. Cela permettra notamment aux acteurs concernés de :
- déterminer la stratégie la plus adaptée aux spécificités de leur patrimoine,
- mettre en place des solutions efficaces et rentables afin d'atteindre les objectifs fixés,
- créer de la valeur en transformant cette obligation en véritable levier.

## Histoire du décret tertiaire

### Une initiative lancée par la loi Grenelle 2
Tout a commencé en juillet 2010 lorsque la loi Grenelle 2 a défini les obligations à remplir concernant la rénovation des bâtiments tertiaires. Cette loi impose aux professionnels d'engager des travaux de rénovation dans un délai de 8 ans, à compter du 1er janvier 2012. Le but du décret tertiaire est alors de préciser les modalités de rénovation ainsi que les objectifs à atteindre. Pour des raisons budgétaires, le décret ne paraîtra pas sous l'administration Sarkozy.

### Une initiative reprise par la Loi de Transition énergétique
En 2012, à la suite de l'élection de François Hollande, le sujet de la transition énergétique est remis à l'honneur. En 2015, Ségolène Royal introduit un objectif de réduction des consommations énergétiques à hauteur de 60 % d'ici 2050 dans la Loi de Transition énergétique. Elle prévoit également de fixer un objectif intermédiaire tous les 10 ans. Ainsi, le décret tertiaire est à nouveau très attendu, puisqu'il est censé fixer les objectifs à atteindre d'ici 2020 et ainsi participer à la mobilisation des acteurs du tertiaire. Finalement, le décret tertiaire voit le jour en 2017, à peine 5 jours avant la fin du mandat de François Hollande. Il prévoit alors une obligation de réduction des consommations énergétiques de 25 % d'ici 2020.

### La suspension du décret tertiaire
Le Conseil d’État décide de suspendre partiellement le décret de rénovation tertiaire le 29 juin 2017 pour finalement le suspendre totalement à peine 2 mois après sa parution. Effectivement, le décret prévoit un délai de 5 ans entre sa publication et son entrée en vigueur or en étant paru en 2017, le décret ne respecte pas le délai normalement accordé aux professionnels du secteur de l'immobilier. De plus, la jurisprudence estime que ces derniers manquaient d'informations quant aux travaux à effectuer, l'arrêté n'ayant pas été publié.
Un second décret, applicable, entrera en vigueur le 23 juillet 2019.